# Wudanggou
Wudanggou (kinesiska: 五当沟, 五当沟街道) är en socken i Kina. Den ligger i den autonoma regionen Inre Mongoliet, i den norra delen av landet, omkring 120 kilometer väster om regionhuvudstaden Hohhot. Antalet invånare är 6655. Befolkningen består av 3 289 kvinnor och 3 366 män. Barn under 15 år utgör 9,0 %, vuxna 15-64 år 73 %, och äldre över 65 år 17,0 %.
Genomsnittlig årsnederbörd är 546 millimeter. Den regnigaste månaden är juli, med i genomsnitt 149 mm nederbörd, och den torraste är januari, med 2 mm nederbörd.